# Мстивой II
Мстивой II (*бл. 935 — бл.986) — верховний князь ободритів у 965/967—986 роках. Ім'я перекладається як «вояк помсти».

## Життєпис
Походив з династії Наконідів. Син Накона, верховного князя ободритів. Народився близько 935 року. Про молоді роки замало відомостей. У 955 році після поразки ободритів разом з батьком хрестився, отримав ім'я Біллунг на честь Германа Біллунга, герцога Саксонії.
Після смерті батька між 965 та 967 роками, Мстивой II успадкував владу над Ободрицьким союзом. В 967 році придушив повстання племені вагрів на чолі з Селібуром.
Дотримувався васальної присяги Оттону I, імператору Священної Римської імперії. Водночас на вимогу останнього розпочав політику християнізації серед племен союзу. У той же час Гельмольд свідчить, що Мстивой II намагався своїми діями підірвати християнську церкву у своїх володіннях: «Він прагнув довести справу до того, щоб єпископ позбувся прав як на десятину, так і на володіння, вважаючи, що якщо приведе в розлад главу церкви, то легше буде знищити служіння». При цьому тривалий час дотримувався союзу з саксонським родом Біллунгів. У 974 році допоміг Оттону II у битві при даневірке, де данці зазнали поразки. У 982 році відправив один з загонів для італійської кампанії імператора Священної Римської імперії.
Намагаючись відновити престиж верховного князя, Мстивой вирішив розпочати боротьбу із зовнішнім ворогом. Мстивою II допомагав молодший брат Мстідраг. У 983 році відмовився від хрещення, повернувся до поганства. Приводом цьому стала поразка імператора Оттона II від арабів у битві при Кротоні в південній Італії. Повстання на чолі із Мстивоєм II (в рамках загального повстання полабських слов'ян) повалило залежність від імперії, було захоплено й сплюндровано Гамбург. У союзів з лютичами-велетами та Гаральдом Синьозубим сплюндрував Нордалбінгію (сучасний Гольштейн) та допоміг данцям захопити сучасний Шлезвіг. Срібна десятина і ринкові мита більш не йшли до Магдебургу, Гамбургу, Бремену, а залишалися в самому князівстві ободритов, створюючи для слов'янських шляхти й купців великі можливості участі в балтійської торгівлі.
Помер Мстивой II у 986 році, втім обставини цього невідомі: або своєю смертю, чи під час воєн з герцогами Саксонії. Наслідував йому брат Мстідраг.

## Родина
Дружина — ім'я невідоме, сестра Ваго, єпископа Ольденбурга
- Мстислав, князь у 995—1019 роках
- Това, дружина Гаральд I, короля Данії та Норвегії
- Годіка, була вихована в монастирі в християнському дусі, але потім була видана заміж за Болеслава, князя стодорян
- Мстивой